# Список глав города Чебоксары
Здесь представлен список глав города Чебоксары с середины XVI века. С 2005 года существует система муниципальной власти: глава города Чебоксары — председатель ЧГСД. 
Осенью 2023 г. управление городом перешло на «одноглавую» систему: должность главы администрации города была упразднена. Произошло разграничение ветвей власти — отдельно Глава города, отдельно Председатель ЧГСД (Чебоксарское городское собрание депутатов).  
Глава города Чебоксары с 2024 года — В. А. Доброхотов.

## Воеводы приРюриковичах
- 1552—1556 - Ф. М. Нагой
- 1556 - И. И. Мятлев
- 1556 - В. П. Борисов + Ф. М. Нагой + В. С. Фуников
- 1557 - князь П. С. Серебряный-Оболенский + И. П. Головин-Фома + И. И. Мятлев
- 1558 - князь П. А. Куракин + князь М. М. Лыков-Оболенский + Б. И. Сукин
- 1558—1559 - князь Д. И. Хилков + князь П. Г. Засекин + О. И. Полев
- 1559 - князь Д. С. Шестунов + князь Р. В. Охлябинин + Б. Г. Зюзин
- 1559—1560 - князь М. М. Лыков-Оболенский
- князь П. Д. Пронский + князь И. Ф. Бахтеяров-Ростовский + князь В. Ф. Бахтеяров-Ростовский
- 1565 - князь И. Ю. Хохолков-Ростовский + князь И. Ф. Бахтеяров-Ростовский + князь В. Ф. Бахтеяров-Ростовский
- 1571 - князь Б. Хованский + князь В. Ф. Бахтеяров-Ростовский
- 1572—1573 - князь П. И. Татев и князь Г. Ф. Мещерский
- 1573—1574 - князь Ф. М. Троекуров и князь Г. Ф. Мещерский
- 1575—1576 - Б. Ю. Сабуров
- 1577—1579 - князь П. И. Буйносов-Ростовский + В. М. Кузьмин-Короваев
- 1583—1584 - князь М. Ф. Бахтеяров-Ростовский + Г. Шетнев + П. С. Ляпунов
- 1585—1587 - В. В. Головин
- 1586 - князь В. Д. Хилков
- 1586 - князь Б. Мезецкий
- 1601 - Ж. Зиновьев
- 1603 - Г. Г. Пушкин
- 1606 - Т. Семенов
- 1608—1609 - Ф. И. Шереметев

## Воеводы приРомановых
- 1613 - А. П. Вельяминов-Зернов
- 1613—1615 - Ф. И. Михалков
- 1615—1616 - А. Чоглоков
- 1616—1622 - М. О. Пушкин
- 1622—1624 - Ф. Вельяминов
- 1624—1625 - Н. П. Лихарёв
- 1625—1626 - Д. Оладьин
- 1626—1633 - М. М. Салтыков
- 1634—1635 - И. Л. Опухтин
- 1635—1636 - Я. Якушкин
- 1636—1637 - В. Н. Пушкин
- 1645—1647/48 - Г. Ф. Киреевский
- 1649 - М. Е. Голохвастов
- 1651 - С. Северянинов-Давыдов
- 1654—1656 - Я. Якушкин
- 1657—1658 - Н. Кологривов
- 1659—1660 - И. Засекин
- 1660 - В. В. Голенищев
- 1663 - М. Кобяков-Наумов
- 1664—1665 - М. Зыков
- 1667—1668 - И. М. Боборыкин
- 1668—1669 - В. Зиновьев
- 1670 - Г. Тарбеев
- 1672 - М. И. Сунбулов
- 1675 - Б. А. Пазухин
- 1677—1679 - И. И. Мещерский
- 1679 - П. А. Оничков
- 1683—1684 - Е. А. Пашков
- 1686—1687 - Ф. И. Румянцев
- 1689 - Б. С. Львов
- 1691—1692 - Ф. И. Румянцев
- 1693 - И. В. Рожнов
- 1694—1695 - Ф. Я. Вяземский
- 1697—1698 - В. Опухтин
- 1698 - И. В. Золотарёв
- 1703 - К. Андреев
- 1710 - Р. Вельяминов-Зернов
- 1712 - П. Вердеровский
- 1728 - А. Е. Заборовский
- 1731—1732 - Ф. Е. Козинский
- 1734 - А. Кушников
- 1738—1739 - А. Квашнин-Самарин
- 1742—1746 - П. П. Матюшин
- 1746—1750 - Ф. Шахмаметов
- 1753 - Д. Реутов
- 1755—1760 - Б. Любятинский
- 1761—1762 - В. Обрезков
- 1765—1767 - А. А. Всеволожский
- 1772 - Д. Н. Чуфаровский
- 1774 - А. Копылов
- 1776 - Л. И. Лихутин
- 1778 - А. Копылов

## Городские главы
- 1787 - А. Колокольников
- 1788 - И. Кадомцев
- 1789—1790 - С. Пономарёв
- 1791 - А. Колокольников
- 1793—1796 - Я. С. Клюев
- 1802 - А. Слугин
- 1809 - А. Кадомцев
- 1812 - Хворов
- 1815—1816 - И. Арзамасцев
- 1823 - И. Скворцов
- 1825 - Ф. Богатырёв
- 1830 - Я. Ведерников
- 1830—1833 - А. Мочалов
- 1840, 1845, 1860 - Е. С. Веретенников
- 1850 - Д. И. Киселёв
- 1865—1866 - М. М. Таланцев
- 1869—1871 - А. П. Астраханцев
- 1872—1876 - И. Н. Савельев
- 1876—1878, 1880, 1884—1886 - А. П. Астраханцев
- 1886—1894 - М. Д. Дряблов
- 1894—1895 - А. П. Астраханцев
- 1895—1897 - А. М. Шемякин
- 1899—1900 - А. П. Астраханцев
- 1903 - К. Зубков
- 1904 - И. В. Лаптев
- 1905, 1909 - И. С. Лаптев
- 1910—1913 - Н. П. Ефремов
- 1914—1917 - Ф. П. Ефремов
- 1918 - М. П. Добронравов

## ПредседателиЧебоксарского Совета рабочих и солдатских депутатов
- 1917 - К. Я. Грасис
- 1917 - И. М. Смоленков

## Председатели (Президиума) Чебоксарского городского Совета народных депутатов
- 1917—1918 - И. Г. Кадыков
- 1918—1919 - П. П. Бондарев
- 1918—1919 - И. А. Крынецкий
- 1919 - П. К. Зайцев
- 1924—1925 - И. Е. Ефимов
- 1925 - И. И. Илларионов
- 1925—1929 - И. Ф. Козин
- 1929—1930 - А. Н. Ворначёв
- 1930 - А. П. Платунов
- 1931 - Г. Ф. Осипов
- 1931—1933 - И. М. Тагачин
- 1933 - А. С. Каплин
- 1933—1934 - В. В. Тюмеров
- 1934—1937 - А. В. Киселёв

## Председатели Исполнительного комитета Чебоксарского городского Совета народных депутатов
- 1938—1939 - П. И. Калинкина
- 1939—1941 - М. И. Лапин
- 1941—1942 - И. И. Золотников
- 1942—1943 - Ф. А. Климов
- 1942—1947 - П. И. Аникин
- 1952—1956 - Н. П. Енчиков
- 1956—1960 - А. Б. Русин
- 1960—1963 - В. М. Лялин
- 1963—1967 - Н. А. Рождественский
- 1967—1975 - К. Ф. Ефремов
- 1975—1982 - Р. А. Ильяной
- 1982—1988 - А. С. Авершин
- 1988—1992 - С. В. Шалимов
- 1992—1994 - В. В. Алексеев

## Главы Чебоксарской городской администрации
- 1992—1993 - В. В. Алексеев
- 1993—1994 - Л. Е. Смирнов
- 1994—1995 - Ф. И. Евдокимов
- 1995—2002 - А. А. Игумнов
- Л. А. Шимин (и. о., 2002)
- 2002—2010 - Н. И. Емельянов

## Руководство города с 2005 года

### ПредседателиЧебоксарского городского собрания депутатов— Главы города Чебоксары
- 2005—2010 - С. В. Гаврилов
- 2010—2016 - Л. И. Черкесов
- 2016—2017 - И. В. Клементьева
- Н. Н. Владимиров, (и.о., 2017)
- 2017—2020 - Е. Н. Кадышев
- 2020—2022 - О. И. Кортунов
- 2022 - 2023 - Е. Н. Кадышев

### Главы администрации города
- 2010—2011 - Н. И. Емельянов
- 2011—2020 - А. О. Ладыков
- В. И. Филиппов (и.о., 2020)
- 2020—2021 - А. О. Ладыков
- А. Н. Петров (и.о., 2021)
- 2021 - 2023 - Д. В. Спирин
- врио; 2023 - О. В. Чепрасова

## Главы города с 2023 года
- врио; 2023 - Д. В. Спирин
- 2023—2024 - Д. В. Спирин
- 2024—н.в. - В. А. Доброхотов